# Pablo de Barros
Pablo de Barros Paulino, mais conhecido como Pablo de Barros, ou simplesmente Pablo, (São João Nepomuceno, 3 de agosto de 1989) é um futebolista brasileiro, que atua como lateral-direito, volante e meia. Atualmente joga pelo Oeste.

## Carreira

### Olaria

#### Empréstimos
O jogador iniciou a sua carreira no Olaria em 2006 e no ano seguinte foi emprestado ao Vasco da Gama. Sete meses após mudar de clube, Pablo foi vendido ao Zaragoza, da Espanha. Em agosto de 2008, Pablo foi emprestado ao Málaga por um ano.

### Cruzeiro
Em 2010, foi contratado pelo Cruzeiro, onde foi vice campeão brasileiro, campeão mineiro em 2011 e atuando em todos os jogos do clube na Libertadores da America. 

### Figueirense, Bahia e Tombense
Em agosto de 2011 transferiu-se para o Figueirense, onde permaneceu ate o fim de 2012. Em 2013 chegou ao Bahia. Disputou o campeonato mineiro de 2014 pelo Tombense, transferindo-se logo em seguida para o America-MG.
Foi titular em 36 jogos da Série B de 2014, marcando 1 gol e dando 7 assistências, sendo escolhido para o time da competição como melhor lateral-direito da competição.
Em 2015, foi anunciado como novo reforço do Avaí.

### Fortaleza
Foi anunciado como novo reforço do Fortaleza  no dia 31 de janeiro de 2017.  No dia 27 de dezembro de 2019, se despediu do Fortaleza, após não ter renovado com o clube. Pablo integrou o elenco que conseguiu o acesso à Série B em 2017 e que no ano seguinte, foi campeão do torneio, conquistando o acesso à Série A.

### Operário-PR
Foi anunciado como novo reforço do Fantasma em 20 de janeiro de 2020, sendo o 12° reforço do clube para a temporada.

### Botafogo-PB
No dia 15 de janeiro de 2021, foi anunciado como um dos reforços do Botafogo-PB para a temporada de 2021.

## Títulos
Cruzeiro
- Campeonato Mineiro: 2011

América Mineiro
- Campeonato Mineiro: 2016

Fortaleza
- Campeonato Brasileiro - Série B: 2018

### Prêmios individuais
- Seleção do Campeonato Brasileiro - Série B: 2014